# درو شيبرد
درو شيبرد (بالإنجليزية: Drew Shepherd)‏ (25 ديسمبر 1994 في الولايات المتحدة - ) هو لاعب كرة قدم أمريكي في مركز حراسة المرمى. لعب مع Flint City Bucks ‏.

## وصلات خارجية
- درو شيبرد على موقع قاعدة بيانات كرة القدم.إي يو (الإنجليزية)